# Souimanga magnifique
Aethopyga magnifica
Espèce
Statut de conservation UICN

LC : Préoccupation mineure
Le Souimanga magnifique (Aethopyga magnifica) est une espèce de passereaux appartenant à la famille des Nectariniidae.
L'espèce est endémique des Visayas occidentales aux Philippines.